# 千本城 (上総国)
千本城（せんぼんじょう）は、千葉県君津市広岡にあった日本の城。
上総松丘駅のすぐ東側にそびえる標高100〜150mほどの山にある。

## 概要
久留里城の支城である。
築城については、城址跡内にある北野神社の社伝には、1488年(長享2年)に里見氏の里見義実が築城したとされるが、不明な点が多い。
南房総市の延命寺に伝えられる『里見氏系図』によると、里見義弘の子、里見義重（幼名は梅王丸）の項目に「上総国千本住人 東平安芸守女」と記されており、里見氏の武将、東平安芸守がこの城に住んでおり、娘が里見義弘へ嫁いで梅王丸を生んだと推測される。
『関八州古戦録』には、1578年(天正6年)5月に里見義弘が亡くなった後、里見義頼と梅王丸の間に内紛が起こり、反義頼勢力は久留里城、千本城を拠点としたとされる。戦いは義頼の勝利に終わり、梅王丸は出家させられた。
その後、城は義頼の管轄下に置かれたが、小田原征伐の後の1590年(天正18年)に、里見氏は豊臣秀吉によって上総を召し上げられたため、廃城となる。